# الکساندر توماخ (بازیکن فوتبال، زاده ۱۹۴۸)
الکساندر توماخ (اوکراینی: Олександр Олександрович Томах؛ زادهٔ ۱۷ اکتبر ۱۹۴۸) بازیکن فوتبال اهل اتحاد جماهیر شوروی سوسیالیستی است.
از باشگاه‌هایی که در آن بازی کرده‌است می‌توان به باشگاه فوتبال دنیپرو و باشگاه فوتبال متالورگ زاپروژیا اشاره کرد.